# Alessio Olivieri
Alessio Olivieri (Genova, 15 febbraio 1830 – Cremona, 13 marzo 1867) è stato un direttore di banda e compositore italiano.

## Biografia
Arruolatosi  come musicista volontario a soli 16 anni nel secondo reggimento della brigata Savoia, ne divenne "capomusica" (direttore della banda) nel 1852, mettendosi in luce come compositore di marce militari, ma anche di motivi ballabili e persino di un balletto intitolato "Lola Montès".
Il suo nome è legato alla "Canzone Italiana", meglio nota come "Inno di Garibaldi", che compose nel 1858 su espressa commissione dell'Eroe dei Due Mondi, musicando i versi scritti per l'occasione dal poeta marchigiano Luigi Mercantini.
Finì i suoi giorni in povertà, stroncato da una polmonite a soli 37 anni.